# Гала Алексић
Гала Алексић  (рођ. Виденовић; Београд, 27. јун 1969) српска је телевизијска и филмска глумица. Популарност је стекла осамдесетих година 20. века улогама у филмовима Бал на води и Јагоде у грлу, два наставака филмског серијала Луде године, као и једном од насловних улога у популарној дечјој серији Метла без дршке. Осамдесетих година важила је за једну од најлепших глумица своје генерације.

## Биографија
Гала Алексић рођена је 1969. године у Београду, где се и школовала. Име је добила по супрузи сликара Салвадора Далија. Њена мајка Дагмар Стојановић Виденовић (1943 — 2009) била је истакнута српска ликовна уметница, академски сликар - сценограф, пореклом из Чешке.
Први пут се на ТВ екрану појавила са четири године. У то време Галина мајка Дагмар радила је као вођа сценографа на Радио-телевизији Србије. На снимању документарног филма о Корни групи Гала је била са њом, па је режисер добио идеју да се у филму појави и мала девојчица. Неколико година после тога уписала се у чувену дечју глумачку групу легендарног Бате Миладиновића.
Гала је дебитовала на филму већ са дванаест година. По завршетку основне школе уписала је средњу, али је због бројних глумачких обавеза морала да се школује ванредно. Пре завршетка средње школе покушала је да упише Факултет драмских уметности у Београду. Ушла је у ужи избор, али је нису примили сматрајући да је исувише млада. Разочарана, отишла је на Брач, одлучивши да се више никада не бави глумом, али је тада добила позив да се прикључи екипи филма Бал на води. После овог уследили су и други ангажмани. Након неколико улога у филмовима домаће кинематографије, Гали су предвиђали блиставу каријеру, али она је уместо тога готово у потпуности нестала са екрана, када је 1990. године отишла у Малибу у Калифорнији, са намером да студира глуму и оствари успешну интернационалну каријеру.
Када је стигла у Сједињене Америчке Државе, живела је у кући породичног пријатеља њених родитеља Дан Тане, који јој је помогао да започне каријеру и омогућио јој бројне кастинге. Међутим, исте године родила је сина и одлучила да се повуче из шоу бизниса. Године 1996. вратила се у Београд, где се удала за редитеља и глумца Владимира Алексића. По повратку у Београд почела је озбиљно да се бавим јогом и постала међународни инструктор јоге.
Гала Алексић има два сина. Живи на релацији Малибу – Београд. Повремено прихвата улоге у домаћим филмовима и серијама и позајмљује глас у синхронизацији анимираних филмова.

## Глумачка каријера
Гала Виденовић се на телевизији први пут појавила 1981. године, у серији Телевизије Београд Наши песници. Већ следеће године добила је улогу и на великом екрану. Дебитовала је у филму Мој тата на одређено време у улози девојчице Јасне, заједно са тадашњим звездама Југословенског филма, Љубишом Самарџићем, Миленом Дравић и Борисом Дворником. Две године касније је глумила у хит комедији Мољац, која је прославила Миодрага Андрића , познатијег као Љуба Мољац. Прекретница у њеној каријери била је улога Рускиње Наташе у филму Шта се згоди кад се љубав роди из 1984. године, шестом наставку филмског серијала Луде године.
После овог филма уследили су нови позиви, па је већ следеће године снимила чак четири филма. После драме Држање за ваздух и седмог наставка серијала Луде године - Жикина династија, где јој је партнер био Никола Којо, уследио је филму Срђана Карановића Јагоде у грлу, у којем је тумачила једну од главних улога. Улога која је Гали Виденовић отворила многа врата била је улога тинејџерке Мирјане, чувене „Естер”, у филму Јована Аћина Бал на води. Овај филм сматра се једним од првих антикомунистичких филмова у Југославији, због чега је изазвао велику пажњу. Са филмом Бал на води Гала је ишла на многе фестивале у Лондону, Паризу, Милану... На фестивалу у Њујорку интервјуисали су jе за чувени магазин Интервју (Interview), у то време један од најутицајнијих уметничких часописа на свету, који је покренуо Енди Ворхол 1969. године.
Успех овог филма донео је Гали нове улоге. Године 1987. играла је епизодну улогу у филму Милан — Дар Здравка Шотре, 1988. једну од насловних улога у филму Вила Орхидеја Крешимира Голика, који је три месеца снимала у Загребу и 1989. улогу Марице Пантић у ТВ филму Сумњиво лице Арсе Милошевића. Истовремено са овим ангажманима Гала је снимала и серије. Играла је Ружу Тодорову у прве четири епизоде серије Вук Караџић из 1987, једну епизоду у серији Специјална редакција из 1989. и улогу Драгане у хит серији Метла без дршке, која се емитовала од 1989. до 1991. године, а касније доживела неколико репризних приказивања. Улога Драгане у Метли без дршке била је Галина последња улога пре њеног одласка у Сједињене Америчке Државе.
Током боравка у Сједињеним Америчким Државама Гала је живела у кући кућног пријатеља њених родитеља, Дан Тане, америчког глумца, угоститеља и бизнисмена српског порекла. Он ју је повезао са многим утицајним људима из света филма и ишла је на бројне кастинге. Филм Бал на води (филм из 1985) био јој је улазница и у Холивуд, али је после рођења свог првог сина одлучила да се посвети његовом одгоју и повукла се из света филма. У Америци је снимила само један филм. Играла је мању улогу у филму Happy Hell Night (Срећна паклена ноћ) из 1992.
На домаћу јавну сцену се вратила тек 2002. године улогом у документарном филму Александра Ђорђевића Деца филма. После тога Гала се ретко појављује на филму и телевизији. Шест година касније глумила у ТВ филму Април и детективи, 2010. у краткој драми Човек из Багомба, а 2016. појавила се и у две епизоде ситкома Андрија и Анђелка. Марта 2019. Радио-телевизија Србије почела је са емитовањем крими серије Пет у којој Гала тумачи Катарину Радић, једну од главних улога.
Средином 80-их је водила и музичку емисију Рок одеон са глумцем Зораном Цвијановићем.

## Филмографија

### Филмови
| Година  | Оригинални наслов                     | Улога                    | Режисер                    |
| ------- | ------------------------------------- | ------------------------ | -------------------------- |
| 1980-те |                                       |                          |                            |
| 1982    | Мој тата на одређено време            | Јасна                    | Милан Јелић                |
| 1984    | Мољац                                 | девојка Љубиног сина     | Мића Милошевић             |
| 1984    | Шта се згоди кад се љубав роди        | Наташа                   | Зоран Чалић                |
| 1985    | Држање за ваздух                      | Светлана Б. Ђорђевић     | Здравко Шотра              |
| 1985    | Жикина династија                      | Наташа                   | Зоран Чалић                |
| 1985    | Јагоде у грлу                         | Весна                    | Срђан Карановић            |
| 1985    | Бал на води                           | Мирјана 'Естер' Живковић | Јован Аћин                 |
| 1987    | Милан — Дар (ТВ филм)                 | Дамјана, служавка        | Здравко Шотра              |
| 1988    | Вила Орхидеја                         | Јулија                   | Крешимир Голик             |
| 1989    | Сумњиво лице (ТВ филм)                | Марица Пантић            | Арса Милошевић             |
| 1990-те |                                       |                          |                            |
| 1992    | Happy Hell Night (Срећна паклена ноћ) | Марџори                  | Брајан Овенс (Brian Owens) |
| 2010-те |                                       |                          |                            |
| 2008    | Април и детективи (ТВ филм)           |                          | Владимир Алексић           |
| 2010    | Човек из Богомба (ТВ филм)            | Ема                      | Игор Станојевић            |
| 2012    | Сањам да је боље (музички ТВ филм)    |                          |                            |

### Серије
| Година      | Оригинални наслов         | Улога                | Епизоде                                                    |
| ----------- | ------------------------- | -------------------- | ---------------------------------------------------------- |
| 1981        | Наши песници              |                      |                                                            |
| 1987        | Вук Караџић               | Ружа Тодорова        | 1 — 4                                                      |
| 1989        | Специјална редакција      | Лили                 | 1                                                          |
| 1989 — 1991 | Метла без дршке           | Драгана              | 1 — 8 (1. сезона) 1 — 8 (2. сезона) 2, 5, 7, 8 (3. сезона) |
| 2002        | Деца филма (документарна) | себе (интервју)      |                                                            |
| 2016        | Андрија и Анђелка         | професорка енглеског | 119, 128 (1. сезона)                                       |
| 2018        | Пет                       | Катарина             | 1 — 11                                                     |
| 2023.       | Закопане тајне            | Ђурђа Срдић-Додер    |                                                            |

### Синхронизације
| Година | Наслов                     | Оригинални наслов                   | Улога                        | Студио    |
| ------ | -------------------------- | ----------------------------------- | ---------------------------- | --------- |
| 2006   | Херкул (серија)            | Hercules                            | Хера (осим 1. епизоде)       | Лаудворкс |
| 2006   | Лило и Стич                | Lilo & Stitch                       | Марта Едмондс (неке епизоде) | Лаудворкс |
| 2006   | Тејлспин                   | Talespin                            | Ребека Канингам              | Лаудворкс |
| 2006   | Артур и Минимоји           | Arthur and the Invisibles           | Роузи Сучет                  | Лаудворкс |
| 2009   | Артур и Малтазарова освета | Arthur and the Revenge of Maltazard | Роузи Сучет                  | Призор    |